# Tân Tân, Thành Đô
Tân Tân (新津区Hán Việt: Tân Tân khu) là một quận thuộc thành phố Thành Đô, Cộng hoà Nhân dân Trung Hoa. Quận này nằm ở rìa phía nam của cao nguyên Thành Đô, cách trung tâm Thành Đô 28 km. Đường sắt Thành-Côn, đường Xuyên-Tạng chạy qua quận này. Quận Tân Tân có diện tích 330 km2, dân số 294.000 người. Quận Tân Tân được chia ra thành 11 trấn và 1 hương.
- Trấn: Ngũ Tân, Hoa Kiều, Hoa Nguyên, Kim Hoa, Phổ Hưng, Hưng Nghĩa, Tân Bình, Vạn Hưng, An Tây, Vĩnh Thương, Trịnh Song.
- Hương:Văn Tỉnh